# Gepárd (fucile anti-materiale)
I fucili anti-materiali Gepàrd sono una famiglia di fucili ungheresi progettati per distruggere obiettivi non corazzati o con corazza leggera.
Questi fucili di precisione anti-materiale a lungo raggio e di grosso calibro hanno un'alta accuratezza così come un'alta velocità alla volata. I Gepàrd traggono origine dai fucili anticarro della prima guerra mondiale creati per danneggiare i primi veicoli corazzati, sviluppati dai britannici. In seguito, i fucili anti-materiali caddero in disuso: carri pesanti significavano corazza spessa, che anche i più pesanti fucili non potevano perforare. Tuttavia, nel 1987 l'esercito ungherese cercò d'ottenere un'arma compatta e mobile che potesse danneggiare obiettivi leggermente corazzati. Il progetto venne diretto dall'ingegnere colonnello Ferenc Földi (Istituto di Tecnologia dell'Esercito Popolare Ungherese), e culminò nella creazione del Gepàrd.

## Descrizione
L'M1 fu il primo fucile Gepàrd a entrare in servizio. È caratterizzato da una lunga canna per aumentare la precisione, ed un calcio a scheletro speciale per ridurre il peso, e usa la pesante cartuccia sovietica 12,7 × 108 mm. Tuttavia, il fucile è complicato da ricaricare. L'M1 è un'arma a colpo singolo e va ricaricata manualmente. Per fare ciò, il tiratore deve ruotare e tirare indietro l'otturatore, lasciando la presa, e inserire il nuovo proiettile. Questa tediosa tecnica rallenta la frequenza di fuoco dell'arma. Un'altra difficoltà che tormenta l'M1 è l'eccessivo rinculo. Il problema del rinculo venne risolto con l'addizione di una canna rinculante. Il design era ispirato ai cannoni d'artiglieria, che avevano simili problemi. Ancora, i fucili Gepárd ebbero bisogno di un'aggiunta speciale, un telescopio ad alto ingrandimento. Miglioramenti, come l'aggiunta di una canna più lunga, hanno portato alla variante M1A1, ma hanno portato il peso a 21 kilogrammi, rendendola un'arma troppo pesante per molti usi.
L'M1 è soprattutto un'arma di precisione, non intesa come arma da utilizzare nel campo di battaglia, ma per l'uso da parte di unità anti-terrorismo e forze speciali, che adottano principalmente la regola «un colpo, un centro». L'azione a colpo singolo venne scelta per ridurre il numero delle parti mobili ed ottenere quindi una precisione estrema. Come riferimento, cinque colpi sparati da una distanza di 1300 m devono essere compresi in un diametro di 25 centimetri. Ancora, l'esercito ungherese decise di comprare 25 fucili Gepárd M1 per l'uso sul campo come fucile anti-materiali, ma finora ha declinato l'acquisto di versioni successive. Visto il grande peso dell'M1, ai tiratori scelti venne data l'istruzione di abbandonare il fucile se forzati a ritirarsi, limitandosi ad asportarne alcune parti, in modo da renderlo inutilizzabile.
Una versione semi-automatica dell'M1 venne prodotta successivamente. Chiamata M2, i progettisti ridussero la lunghezza della canna e il peso. Una versione più corta per paracadutisti chiamata M2A2 fu creata per facilitare le forze aviotrasportate ed operazioni speciali, specialmente per poter essere usata dal fianco, grazie ad un avanzato sistema di rinculo. Un sistema oculare a fibra ottica è stato sviluppato (o almeno proposto) per consentire l'uso di un M2A2 per scopi di protezione VIP. Sebbene la cartuccia 12,7 × 108 mm sia abbastanza potente per essere una cartuccia da arma da fuoco portatile, Fellegi decise che non lo fosse abbastanza: ordinò quindi lo sviluppo dell'M3, con un calibro da 14,5 × 114 mm, dotandolo di una nuova capacità distruttiva che insieme all'aumento di accuratezza e distanza, ha fatto dell'M3 il più popolare dei fucili Gepárd.
Comunque, seguirono tre altri modelli: L'M4 e l'M5 cercarono di essere dei miglioramenti dell'M2, con materiali più robusti per una maggiore affidabilità. Le nuove versioni hanno un aspetto molto più scatolare ed una finitura brunita, mentre gli M1 e gli M3 sono solitamente dipinti con colori verde-oliva. Il Gepárd M5 è un fucile bolt-action per tiratori scelti militari e pesa solo 13 kg, mentre l'M4 è un fucile semi-automatico antimateriali. Il grande caricatore da 10 colpi, caratteristica del M2 e M3, venne rimpiazzato con un caricatore con capacità da 5 colpi. la versione finale dell'M4 e dell'M5 può sparare sia le munizioni russe sia NATO da 12,7 mm perché la canna è rimpiazzabile sul campo.
Infine, la famiglia dei fucili Gepárd si concluse con l'M6. Questo fucile usa munizioni da 14,5 × 114 mm, come l'M3, ma è strutturalmente più robusto e ha un mirino telescopico migliorato. L'M3 e l'M6 sono solamente fucili antimateriali: a causa della balistica esterna degli altrimenti potenti proiettili da 14,5 mm la loro precisione cala notevolmente sopra i 1000 metri. Questo alto potere distruttivo è molto efficiente per distruggere elicotteri, APC, stazioni radar mobili.
La produzione dei Gepárd è stata accidentata, sin dalla sua progettazione ed il primo prototipo vide la luce alla fine del regime comunista e la prima produzione iniziò nei primi del 1990, mentre la capacità produttiva dell'industria ungherese era ridotta a causa del processo di trasformazione per l'economia di mercato. I primi esemplari vennero assemblati al Vízgépészeti Vállalat (Compagnia Idrotecnica di Stato). Produzione e sviluppo del Gepárd sono stati in passato appannaggio della ditta Báthory-Épszolg Kft., che ha recentemente iniziato anche la produzione del nuovo fucile di precisione bolt-action per l'esercito ungherese e unità anti-terrorismo della polizia "Szép 7,62 × 51 mm". Questo più piccolo fucile di precisione, più maneggevole e di calibro standard NATO, deve molti dei suoi elementi di design al Gepárd, dato che il suo progettista, Ferenc Szép partecipò anche allo sviluppo delle armi Gepárd. In seguito, la produzione dei fucili Gépard, compresa la nuova versione compatta GM-6 Lynx, è passata alla ditta SERO Kft., che la porta avanti ancora oggi (marzo 2009)

## Servizio
Nonostante la loro popolarità, queste armi non hanno visto molti conflitti militari. Il loro unico uso documentato in tempo di guerra è stato nelle forze armate croate nelle/a prima guerra jugoslava. Oltre a questo, fa parte dell'arsenale delle esercito ungherese e delle forze di polizia, delle forze armate turche, e di varie nazioni ex-sovietiche.

## Comparazioni con l'M82
Il Gepárd M1 è ampiamente considerato un'arma efficace. Per questa ragione, molti hanno cercato di confrontarlo con il suo equivalente americano l'M82. Molti utilizzatori richiedono ai fucili di essere semplici, ma molti preferiscono il Gepárd, perché la capacità antimateriali può essere più importante del peso.
| Fucile               | Gepárd M-1    | M82     |
| Raggio effettivo     | 2500 m        | 1850 m  |
| Capacità caricatore  | 1             | 10      |
| Calibro              | 12,7 × 108 mm | .50 BMG |
| Velocità alla volata | 860 m/s       | 854 m/s |
| Lunghezza canna      | 1100 mm       | 737 mm  |
| Lunghezza totale     | 1570 mm       | 1448 mm |
| Peso a vuoto         | 17,5 kg       | 12,9 kg |